# Viduido (Ames)
Viduído (llamada oficialmente Santa María de Biduído) es una parroquia española del municipio de Ames, en la provincia de La Coruña, Galicia.

## Organización territorial
La parroquia está formada por dieciséis entidades de población, constando catorce de ellas en el anexo del decreto en el que se aprobó la actual denominación oficial de las entidades de población de la provincia de La Coruña.
- A Grela
- A Moniña
- As Mimosas
- Bentín
- Biduído de Abaixo
- Biduído de Arriba
- Casanova
- Coira
- Costoia
- Fraíz
- Framil
- Iglesia
- Millalar
- Milladoiro
- Paramuíño
- Raíces

## Demografía
| Gráfica de evolución demográfica de Viduido entre 2000 y 2018 |
|                                                               |
| Datos según el nomenclátor publicado por el INE.              |